# Barnim I, Duque da Pomerânia
Barnim I, O Bondoso (1210 - Estetino, 13 de novembro de 1278), da Casa de Grifo, foi um Duque da Pomerânia, de 1220, até a sua morte.

## Vida

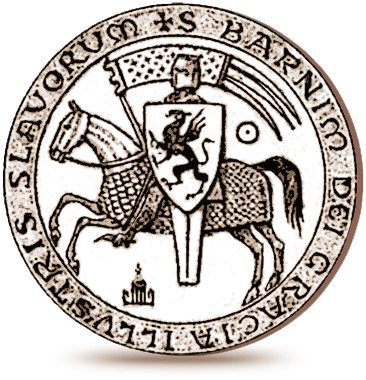
Selo de Barnim I

Filho do Duque Bogislau II e Miroslava da Pomerélia, filha do Duque Mestwin I da Pomerélia, ele assumiu o Ducado da Pomerânia-Estetino após a morte de seu pai, em 1220. Ele teve, no entanto, que compartilhar o governo da Pomerânia com seu primo Venceslau III, que residia em Demmin. Menor de idade, quando seu pai morreu, suas terras ficaram, até cerca de 1226, sob a regência de sua mãe, Miroslava, da dinastia pomerélia Samborides. Primeiramente um feudo dinamarquês, as terras pomerânias voltaram a o Sacro Império Romano-Germânico, após a vitória de vários príncipes do norte alemão na Batalha de Bornhöved, de 1227. O imperador Frederico II, em 1231, colocou o Ducado da Pomerânia sob a suserania dos margraves da Casa de Ascânia, de Brandemburgo, ignorando a titularidade da Dinastia Grifo e, assim, alimentando o longo Conflito Brandemburgo–Pomerânia .
Depois que seu primo Venceslau III havia, formalmente, aceito a suserania de Brandemburgo pelo Tratado de Kremmen, de 1236, o Duque Barnim chegou a um acordo com os poderosos margraves ascanianos, no Tratado de Landin, de 1250. Ele fez voto de vassalagem a Brandemburgo e teve que renunciar à região da Uckermark. Apesar disso, ele conseguiu o consentimento para que o feudo de seu primo Venceslau permaneceria com a Dinastia Grifo após a sua morte. Quando o Duque Venceslau III morreu, em 1264, Barnim I foi capaz de unir todo o Ducado da Pomerânia sob o seu comando. Ele promoveu o Expansão para o Leste, ao introduzir colonizadores alemães e costumes no ducado, fundou muitas cidades, entre elas Prenzlau, Estetino, Gartz, Anklam, Stargard, Gryfino, Police, Pyrzyce, Ueckermünde e Goleniów. Ele também era conhecido por suas generosas fundações eclesiásticas, e apoiou a extensão do reino secular dos bispos de Cammin, na área de Colberga.
O Duque Barnim morreu na cidade de Dąbie, hoje parte de Estetino. O Minnesanger Mestre Rumelant escreveu uma lamentação em sua honra.

## Casamentos e descendência
Entre 4 de setembro de 1238 e 18 de julho de 1242, Barnim I casou-se com Ana Maria (1225 - 1245), filha do Duque Alberto I da Saxônia. A historiografia contesta suas origens. Eles tiveram uma filha:
- Anastácia (1245 - 15 de março de 1317), casou-se, em 1259, com Henrique I, Senhor de Mecklemburgo.

Entre 1253 e 1254, Barnim I casou-se pela segunda vez com Margarida (1231 – 27 de Maio de 1261), talvez, uma filha de Nicolau I de Werle e membro da Casa de Mecklemburgo, embora outras fontes a identifiquem como filha de Otão I, Duque de Brunsvique-Luneburgo. O historiador Robert Klempin a identificou como viúva de Vitslav I, Príncipe de Rügen, mas isso parece muito duvidoso, do ponto de vista cronológico. Eles tiveram um filho:
- Bogislau IV da Pomerânia (nascido antes de 1258 - 19 de fevereiro de 1309), co-governante, a partir de 1276, e único governante, após a morte de seu pai, dividindo o poder com seus meio-irmãos mais novos.

Antes de 20 de maio de 1267, Barnim I, casou-se pela terceira vez, com Matilda (nascida por volta de 1255 – 20 de dezembro de 1316), filha de Otão III, Margrave de Brandemburgo. Eles tiveram cinco filhos:
- Miroslava (nascida por volta de 1270 – morta entre 23 de dezembro de 1327 e 11 de novembro de 1328), casou-se, em 1285, com Niklot I, Conde de Schwerin.
- Beatriz (morta em 1315 ou 1316), casou-se, antes de 1290, em Penzlin, com Henrique II de Werle , filho de Henrique I de Werle.
- Matilda (morreu jovem, em 1295).
- Barnim II da Pomerânia (1277 – 28 de maio de 1295).
- Otão I da Pomerânia (1279 – 31 de dezembro de 1344).